# Żywocin (kolonia)
Żywocin – kolonia w Polsce, położona w województwie łódzkim, w powiecie piotrkowskim, w gminie Wolbórz.
W latach 1975–1998 miejscowość administracyjnie należała do województwa piotrkowskiego.

## Miejscowości o nazwie Żywocin w gminie Wolbórz
W gminie Wolbórz istnieją cztery miejscowości podstawowe o nazwie Żywocin, w tym 1 wieś, 1 kolonia i 2 osady leśne. Niniejszy artykuł dotyczy kolonii Żywocin, która posiada identyfikator SIMC 0556750. Wieś Żywocin posiada identyfikator SIMC 0556737. Pierwszą osadą leśną jest Żywocin, która posiada identyfikator SIMC 0556766. Drugą osadą leśną jest Żywocin, która posiada identyfikator SIMC 0556772.